# Haide Lorenz
Haide Lorenz (* 15. Januar 1925 in Düren; † Mai 2004 in Starnberg) war eine deutsche Schauspielerin, Musicaldarstellerin, Synchron- und Hörspielsprecherin.

## Karriere

### Schauspiel
Haide Lorenz begann ihre Schauspielkarriere zunächst vermutlich im Kreis Aachen (Dreiländereck). 1959 spielte sie auf den Luisenburg-Festspielen in Wunsiedel die Gonreil in William Shakespeares König Lear und wird in der Berichterstattung hierzu als Schauspielerin aus Aachen genannt. Für eine Herkunft aus dem Westen Deutschlands spricht auch ihre frühe Tätigkeit für den Westdeutschen Rundfunk (WDR) in Köln Mitte der 1950er Jahre.
Seit dem Ende der 50er Jahre lebte Haide Lorenz in Norddeutschland, wo sie unter anderem am Theater am Goetheplatz in Bremen und am Schauspielhaus in Kiel zu sehen war. So spielte sie in Bremen 1961 in Molières Die gelehrten Frauen unter Regie Peter Luffts und Ende der 60er Jahre neben Jürgen Thormann (Caligula) die Caesonia in Caligula von Albert Camus. In Kiel war sie unter anderem in Karl Fruchtmanns Spiel unter der Regie von Lutz Liebelt 1966 zu sehen.
Ab den 70er Jahren verlagerte Lorenz ihren Tätigkeitsbereich nach Süddeutschland, wo sie in München Au-Haidhausen wohnte. Sie verlegte sich hier, neben gelegentlicher Theatertätigkeit, vor allem auf die Film- und Fernsehsynchronisation.

### Musical und Oper
1968 nahm Haide Lorenz ein Engagement am Operettenhaus in Hamburg an, wo sie im Musical Anatevka – „Fiddler on the Roof“ unter der Regie von Karl Vibach unter anderem neben Shmuel Rodensky (Tevje) und Lilly Towska sang. 1974 war Haide Lorenz unter anderem neben Lex Goudsmit und Liesel Dieden als Sängerin in der ZDF-Ratesendung Erkennen Sie die Melodie? zu hören. 1982 wird Lorenz neben Monika Dahlberg als Ensemblemitglied der Münchner Opernbühne (Tournéetheater) geführt.

### Hörspiel und Synchronisation
Haide Lorenz begann ihre Karriere als Hörspielsprecherin Anfang der 1950er Jahre beim damaligen Nordwestdeutschen Rundfunk (NWDR). Sie sprach sowohl für den NWDR wie auch für den WDR in Hörspielproduktionen, wie Das ist nicht meine Schuld von Robert Louis Stevenson (Regie: Raoul Wolfgang Schnell; 1955), Penthesilea von Heinrich von Kleist (Regie: Wilhelm Semmelroth; 1956) und Paul Temple und der Fall Madison (Regie: Eduard Hermann; 1956).
Für Radio Bremen und den Norddeutschen Rundfunk (NDR) setzte sie bis zum Ende der 1960er Jahre ihre Arbeit als Hörspielsprecherin fort, so war Haide Lorenz etwa in Emil Gurdans Nur eine Aktenmappe (Regie: Günter Siebert; 1960), Paolo Levis Das Tonband des Kommissars Santi (Regie: Heinz Schimmelpfennig; 1961) zu hören.
In der Film- und Fernsehsynchronisation arbeitete Haide Lorenz seit den 70er Jahren in München umfassend. Dabei war sie vorwiegend in Nebenrollen von Erfolgsserien wie Kommissar Maigret (1960–1963), Doctor Who (1963–1989), Bezaubernde Jeannie (1965–1970) und CHiPs (1977–1983) zu hören. Sie synchronisierte Fern Tailer (Sheilas Mutter) in Hair (1979), Helen Burns (Leah Harmon) in Das Grauen (1980), Doris Belack (Rita Marshall) in Tootsie (1982) und Iris Acker (Mrs. Howard) in Der Flug des Navigators (1986). Gerade in gesetzterem Alter erhielt Haide Lorenz aufgrund ihrer teils krächzenden und prägnanten Stimme zunehmend Sprechrollen in Animationsserien (Scooby-Doo-Spin-offs, Muppets-Spin-offs u. a.). Einem breiteren Publikum wurde sie als erste deutsche Stimme von Ann Guilbert als Yetta Rosenberg in der US-amerikanischen Sitcom Die Nanny (1993–1999) bekannt. Nachdem Haide Lorenz Ende der 1990er Jahre ihre Karriere beendet hatte, übernahm ihre Kollegin Ingeborg Lapsien diese Rolle.
Haide Lorenz starb im Frühsommer 2004 in einem Seniorenheim in Starnberg im Alter von 79 Jahren.